# أورلاندو ولز
أورلاندو ولز (بالإنجليزية: Orlando Wells)‏ هو ممثل بريطاني، ولد في 9 يونيو 1973 في المملكة المتحدة.

## وصلات خارجية
- أورلاندو ولز على موقع IMDb (الإنجليزية)
- أورلاندو ولز على موقع ألو سيني (الفرنسية)
- أورلاندو ولز على موقع أول موفي (الإنجليزية)
- أورلاندو ولز على موقع قاعدة بيانات الأفلام السويدية (السويدية)
- أورلاندو ولز على موقع قاعدة بيانات الأفلام السويدية (السويدية)
- أورلاندو ولز على موقع قاعدة بيانات الفيلم (الإنجليزية)
- أورلاندو ولز على موقع كينوبويسك (الروسية)